# CITEMOR

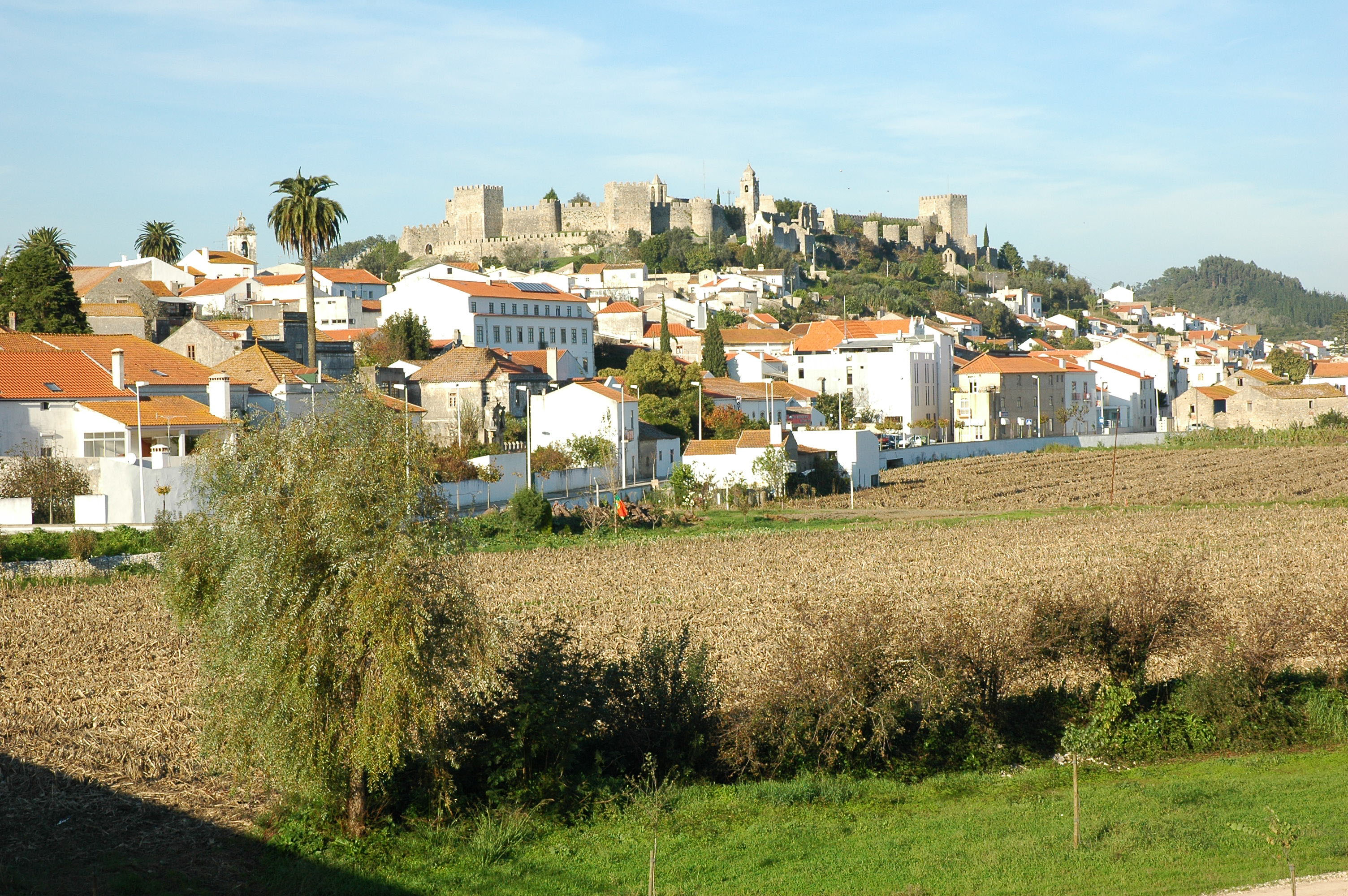
Montemor-o-Velho

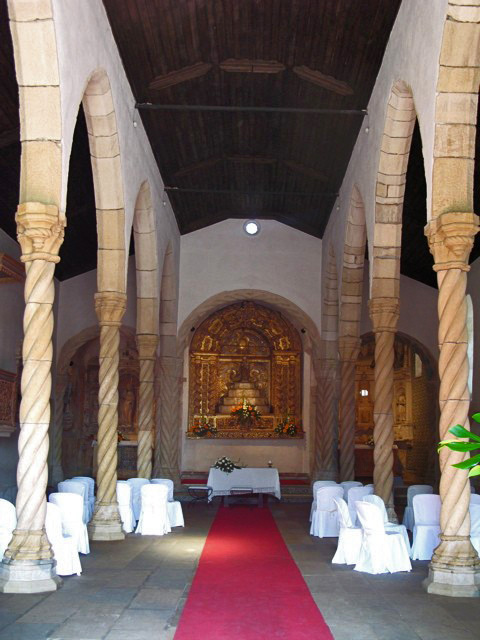
Die Burgkirche, eine der Spielstätten des CITEMOR

CITEMOR ist ein internationales Theaterfestival. Es findet jährlich im Sommer in der portugiesischen Kleinstadt Montemor-o-Velho statt.

## Geschichte
Die Ursprünge gehen zurück auf Professor Paulo Quintela von der Universität Coimbra in den 1960er Jahren. Ein erstes Theaterfestival wurde hier 1974 im Jahr der Nelkenrevolution veranstaltet, vom CITEC – Centro de Iniciação Teatral Esther de Carvalho. Das CITEC ist eine 1970 gegründete Theatergruppe aus Montemor-o-Velho, die bis heute die organisatorischen Strukturen für das Festival stellt. Es gilt mit seinen Ursprüngen als ältestes Theaterfestival des Landes. Sein ab 1978 gebrauchter Name CITEMOR ist ein Kofferwort aus „CITEC“ und „Montemor-o-Velho“. In seiner Perspektive betrachtete das Festival seit Beginn alle verwandten Kunstrichtungen und schloss dabei neben dem Theater auch Tanz, Musik, Kino, Videoinstallationen, u. a. ein. Die Darbietungen sind in der Regel Auftragsarbeiten für das CITEMOR, von den Künstlern selbst vor Ort produziert. Hauptaugenmerk legte das Festival von je her auf die Förderung neuer Talente und Strömungen.
Eines der wesentlichen Merkmale des Festivals war die Möglichkeit für Künstler, vor Ort neue Stücke zu entwickeln und zu zeigen. Die Werke wurden danach auch international weiter aufgeführt, auch in Deutschland.
Im Zusammenhang mit der tiefen Wirtschaftskrise des Landes in Folge der Eurokrise kam es ab 2012 zu gravierenden finanziellen Einschnitten und überarbeiteten Beherbergungsregelungen für die Künstler und die Unterstützung bei der Entwicklung ihrer Produktionen vor Ort. Das Festival konnte danach aber gerettet werden und hat sich inzwischen mit einigen Veranstaltungen auch auf die Städte Coimbra und Figueira da Foz ausgebreitet (Stand 2022).

## Programm
In der Burg des Ortes und im Ort selber finden Theateraufführungen, Performances und Ausstellungen statt. Auch mit dem Theater verbundene Musik, Fotografie, Literatur, Tanz, Videoinstallationen und andere Kunst wird von den portugiesischen und internationalen Gästen und Gast-Ensembles dargeboten, wobei dies als Besonderheit des CITEMOR nicht nur in den lokalen Theaterräumen, sondern auch in unkonventionellen, oft historischen Räumen und Plätzen von Montemor geschieht. Nach den angekündigten finanziellen Einschnitten bei der Unterstützung des Festivals wird auch eine politischere Ausrichtung der Beiträge erwartet.
Erstmals findet 2012 das CITEMOR nicht nur in Montemor-o-Velho statt, sondern auch mit einigen Programmpunkten im 25 km entfernten Coimbra. Der Eintritt zu allen Veranstaltungen ist frei. Nach Aussage des Direktors Armando Valente kommen jedes Jahr etwa 2000 Besucher, davon die Hälfte von außerhalb der Region, und in der Mehrheit unter 35 Jahren alt.